# رمز افتخار
رمز افتخار (به انگلیسی: Code of Honor) یک فیلم آمریکایی اکشن محصول سال ۲۰۱۶ میلادی که توسط مایکل وینیک تهیه، تدوین و کارگردانی شده است. بازیگران اصلی این فیلم استیون سیگال و کریگ شفر می‌باشند. این فیلم در تاریخ ۶ مه ۲۰۱۶ به صورت ویدئو هنگام درخواست منتشر شد.

## داستان
خانواده رابرت توسط گروهی از خلافکاران کشته می‌شوند. او که در گذشته یک سرهنگ ارتشی بوده قصد دارد یک‌نفره تمام خلافکاران شهرش را از بین ببرد …

## تولید
این فیلم در مارس ۲۰۱۵ در یوتا با بودجه ۸ میلیون دلار فیلمبرداری شد. فیلمبرداری اصلی ۲۰ روز بود.